# Буддизм у Японії

Велика статуя Будди Аміда в Камакура (1252).

Буддизм у Японії (яп. 仏教, буккьо) — одна з найпоширеніших релігій у Японії, послідовники якої складають понад половину населення країни. Єдиної буддистської церкви в Японії не існує. Впродовж півторатисячолітньої історії буддизму у цій країні сформувалися численні буддистські течії і секти, які зосереджували свою увагу на різних аспектах вчення — одні на філософії, інші — на культурі, треті — на медитації, четверті — на ритуалі, п'яті — на читанні мантр. Відповідно до історичної епохи та особливостей навчання певних шкіл, ті чи інші буддистські секти були популярними серед прошарків населення — вчених, кліру, аристократії, самураїв і простого люду.
Деякі секти опираються на чернецтво, інші ж активні у соціальній сфері. Буддистські общини різних шкіл часто взаємодіють одна з одною. Навчання ряду стародавніх шкіл було успадковане новими. Окремі секти сьогодні мають у своєму підпорядкуванні лише невеликі храми. В історії відомо чимало конфліктів між буддистськими общинами, які навіть переростали у багаторічні збройні війни.
Хоча більшість буддистських сект Японії походила від аналогічних сект Кореї й Китаю, вони розвивалися переважно самостійно і тепер суттєво відрізняються від материкових общин. Чимало шкіл раннього буддизму збереглись лише в Японії, у той час як в Індії або Китаї вони були поглинуті новими течіями. Вивчення буддизму в Японії дозволяє зрозуміти історію буддизму в інших країнах.

## Перелік шкіл

Свастика — традиційний символ для позначення буддистських храмів

У сучасній Японії загалом виділяють 13 шкіл і 56 їхніх відгалужень (підшкіл). Їхній перелік був складений наприкінці 19 століття, у період Мейдзі, у результаті державної релігійної реформи, яка була спрямована на відокремлення синто від буддизму, та впорядкування системи храмів і монастирів. До цих шкіл відносять:
1. Хоссо-сю (яп. 法相宗) — філософська школа традиції йогачарів. Виникла у період Нара;
2. Кеґон-сю (яп. 華厳宗) — філософська школа, яка розглядає світ феноменів як єдину цілісність. Походить від однойменної китайської школи Хуаянь. Виникла у період Нара;
3. Ріссю (яп. 律宗) — чернецька школа вінаі. Виникла у період Нара;
4. Сінґон-сю (яп. 真言宗) — тантрична школа. Виникла у період Хей'ан;
5. Ріндзай-сю (яп. 臨済宗) — найстаріша школа дзен-буддизму, яка була популярною серед самураїв. Поділяється на багато відгалужень (підшкіл);
6. Сото-сю (яп. 曹洞宗) — школа дзен-буддизму, яка була популярною серед простого люду. Виникла у період Камакура;
7. Обаку-сю (яп. 黄檗宗) — синкретична школа, яка поєднує дзен і амідаїзм. Виникла у період Едо;
8. Тендай-сю (яп. 天台宗) — тантрична школа, виникла у період Хей'ан. Відома активною участю у політичному житті країни. Дала початок школам амідаїзму та Нітірен-сю;
9. Юдзу-ненбуцу-сю (яп. 融通念仏宗) — школа амідаїстичного напряму, що постала з Тендай-сю;
10. Дзьодо-сю (яп. 浄土宗) — найстаріша амідаїстична школа. Виникла у період Камакура;
11. Дзьодо-сінсю (яп. 浄土真宗) — найчисельніша буддистська школа Японії. Сповідує амідаїзм;
12. Дзісю (яп. 時宗) — амідаїстична школа. Постала з Дзьодо-сю;
13. Нітірен-сю (яп. 日蓮宗) — школа Лотосової Сутри. Постала з Тендай-сю. Агресивно-активний напрям буддизму. Поділяється на ряд течій.

Історично існували ще й інші школи, які не були визнані офіційно або мали свої представництва у храмах «материнських» шкіл. Крім того останнім часом виникло чимало нових необуддистських сект і течій, у тому числі нью-ейджівських і синкретичних.

## Проникнення буддизму до Японії (5-7 століття)

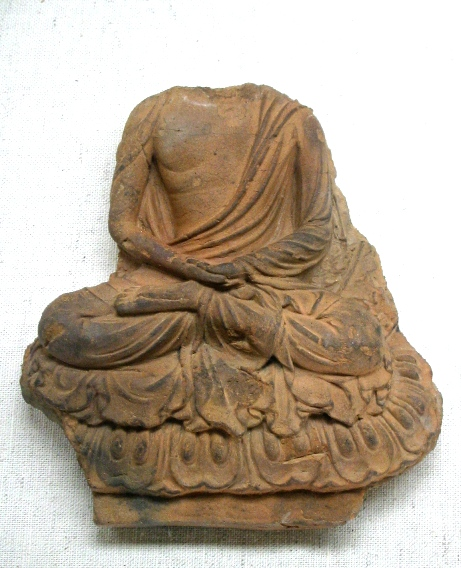
Статую сидячого Будди (Префектура Нара, період Асука, 7 століття).

Згідно з китайською «Історією династії Лян», у 467 році, п'ять ченців з Гандхари вирушили до країни Фусан (кит. 扶桑 — «Країни Священної шовковиці східного моря, де сходить сонце»), ймовірно Японії, куди вони принесли буддизм:
«Фусан знаходиться на схід від країни Да Хань на 20 000 лі (1 500 км), на схід від Китаю… Люди цієї [країни Фусан] у минулому не мали Закону Будди, але 2 року Да Мін (467) [за правління династії] Сун, п'ятеро буддистських монахів (比丘) з країни Кіпін (держава Гандхара, суч. Кабул) прибули кораблем до цієї країни [Фусан]. [Вони] поширювали Закон Будди, сутри та зображення, і навчали настановам чернецтва. [У результаті] люди [Фусану] змінили звичаї.»
Це повідомлення свідчить, що перші буддисти прибули до Японії безпосередньо з Центральної Азії у 5 столітті через шовковий шлях і Східно-Китайське море. З нього також можна зробити висновок, що частина японців навернулася до нового вчення під час проповідницької діяльності вищезгаданих п'ятьох монахів.
Проте традиційна японська історіографія датує початок проникнення буддизму століттям пізніше. Згідно з японськими історичними хроніками «Кодзікі» та «Ніхон-сьокі», буддійське вчення вперше було принесено в Японію у 552 році корейським проповідниками з держави Пекче. Однак ряд сучасних дослідників дотримуються більш ранньої дати — 538 року.
Нова віра знайшла в Японії як палких прихильників, переважно серед нащадків переселенців (рід Соґа), так і запеклих противників, зокрема серед тубільної військової аристократії (рід Мононобе). Після запеклої боротьби Соґа вдалося здобути перемогу і встановити диктатуру свого роду у країні. Буддизм одержав статус панівної релігії у державі. Її поширенню також сприяла діяльність принца-регента Сьотоку (574—622), який зробив нове вчення «державною ідеологією», що відобразилося у створеній ним «Конституції 17 статей» та масштабній програмі будівництва буддистських храмів по всій країні. Зокрема, за його правління був зведений всесвітньо відомий храм Хорюдзі.
На 627 рік у Японії нараховувалось 46 буддистських храмів, 816 монахів і 569 монахинь.

## Буддизмперіоду Нара(8 століття)
Період Нара (710—794) позначився бурхливим розвитком буддизму. За правління імператора Сьому (724—749) іноземне вчення було проголошено державною релігією. Згідно з імператорським указом 741 року в усій країні була створена мережа «державних буддистських храмів» Кокубундзі з центром у храмі Тодай-дзі.
Також у період Нара відбулась структуризація буддизму на течії і школи, більшість з яких виникли у Японії ще у 7 столітті. Нижче вони подані у хронологічному порядку.

### Санрон-сю
Першою буддистською школою, що проникла до Японії, була Санрон-сю (三論宗, «секта трьох трактатів») у 625 році. В основі її навчання лежали три трактати (三論, санрон), у яких викладалася філософія мадх'яміки:
1. Мадх'яміка-Шастра (中論, тю-рон, «серединний трактат»);
2. Двадаша-мукха-Шастра (十二門論, дзюнімон-рон, «трактат дванадцяти вчень»)
3. Шата-Шастра (百論, хяку-рон, «сотенний трактат»).

Центральною філософською категорією Санрон-сю була «порожнеча» (空, шунья) як першопочаткова основа всесвіту. Практичним ідеалом для адепта секти оголошувався «серединний шлях» (中道, тюдо), тобто неприйняття крайнощів. Школа не збереглася, але її навчання було вібрано іншими буддистськими общинами.

### Хоссо-сю

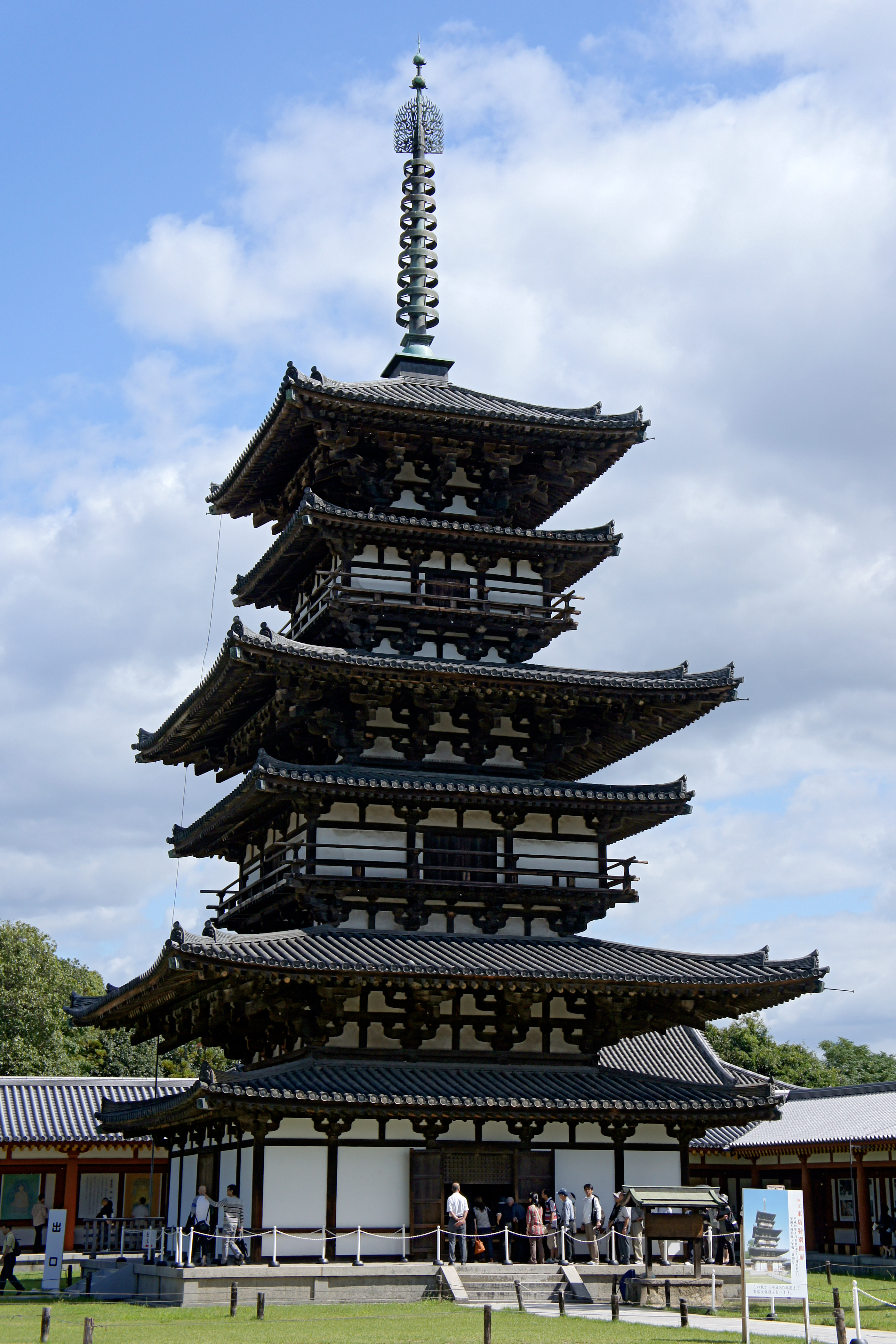
Пагода храму Якусідзі у місті Нара (7-8 століття).

Школа Хоссо-сю (法相宗, «секта всеосяжного Закону») була заснована у 657 ченцем Досьо (道昭). Слідуючи традиції йогачарів, вона вважала феноменальний світ нереальним — породженням свідомості індивіда. До абсолюту прирівнювався найвищий рівень свідомості — червона- віджняна, тобто «свідомість-сховище», у якому перебуває «насіння» всіх уявлень та ідей. Школа зараз представлена невеликим числом храмів у Нарі, Ікарузі та Кіото.

### Куся-сю
Школа Куся-сю (倶舎宗, «секта енциклопедістів-коша абхідхарми») вважається відгалуженням сарвастівади, яка була занесена до Японії у 660 році з Китаю ченцем Досьо (道昭). Основна увага приділялася вивченню філософського трактату-енциклопедії Васубандху «Абхідхармакоша» (倶舎論, куся-рон), який має загальнобуддистське значення. Зараз школа представлена лише одним храмом у місті Нара.

### Дзьодзіцу-сю
Школа Дзьодзіцу-сю (成実宗, «секта Сатьясідхи» або «Секта [тих, хто] приносить плоди») вважається відгалуженням саутрантіки. Була принесена в Японію у 673 році і сприймалася як відгалуження Санрон-сю. В основі її навчання лежав твір «Харівармана Сатьясіддхи- Шастра» (成実論, дзьодзіцу-рон). Школа не збереглася.

### Ріссю
Школа Ріссю (律宗, «секта вінаї» або «секта порядку») була заснована китайським ченцем Цзяньчженем, який прибув до Японії у 674 році. Основна увага у ній приділялася не філософським теоріям, а суворому і практичному дотриманню заповідей чернечого кодексу вінаї. Школа представлена одним храмом у Нарі.

### Кеґон-сю
Школа Кеґон-сю (華厳宗, «секта гірлянди квітів» або «секта Аватамсака») відповідає китайській школі хуаянь і була принесена в Японію у 736 році корейським ученим Сінсьо. Основним текстом для цієї школи вважалася «Аватамсака-сутра» (華厳経, кенґон-кьо, «Сутра гірляди квітів»), у якій всесвіт постає як досконале єдине й нерозривне ціле, а різні його частини взаємопроникають одна в одну, і, таким чином, абсолютний і феноменальний рівні не протистоять, а складають собою єдиний і гармонійний «світ дхарм». Школа представлена одним храмом Тодайдзі у місті Нара.
Ці шість шкіл займалися переважно схоластичними проблемами, тому їхній вплив на простих людей був незначним. Толерантне відношення буддизму до інших вірувань дозволяло йому мирно співіснувати з традиційними віруванями японців — синто.
У період Нара буддистські общини активно підтримувалися урядом, а духівництво, зі свого боку, постійно втручалося у політику. Вплив буддистів у столиці Нара на центральну був настільки сильним, що вони навіть намагалися захопити її у свої руки і започаткувати нову династію на чолі з монахом Докьо. Амбіції буддистських сект були причиною переносу імператором Камму столиці з міста Нара, яке «обросло» храмами і монастирями, до провінційного міста Хей'ан (сучасного Кіото).

## Буддизмперіоду Хей'ан(8-12 століття)
Наприкінці періоду Нара з Китаю до Японії проникли течії езотеричного буддизму, так звані міккьо (密教, «таємні вчення»). Вони набули особливого поширення в країні у період Хей'ан (794—1185). Основними представниками езотеричного буддизму в Японії були дві школи Тендай-сю і Сінґон-сю.

### Езотеричний буддизм

#### Тендай-сю
Школа Тендай-сю (天台宗, «секта небесного узвишя») походить від китайської школи Тяньтай, яка була заснована монахом Цзі І у 550 році. У Японії її популяризував чернець Сайтьо (767—822), який у 804 році стажувався у Китаї і вивчав там буддистський канон. У 807 році він заснував поруч зі столицею на горі Хієй монастир Енрякудзі, який став центром секти Тендай. Основним текстом адептів цієї течії є «Лотосова сутра» (法華経), але вчення цієї школи також базується на практиці Ваджраяни. З 12 століття секта перетворилася на найбагатшу буддистську общину Японії, яка мала чисельні землеволодіння по всій країні та армії озброєних монахів для розправи з ідеологічними опонентами.

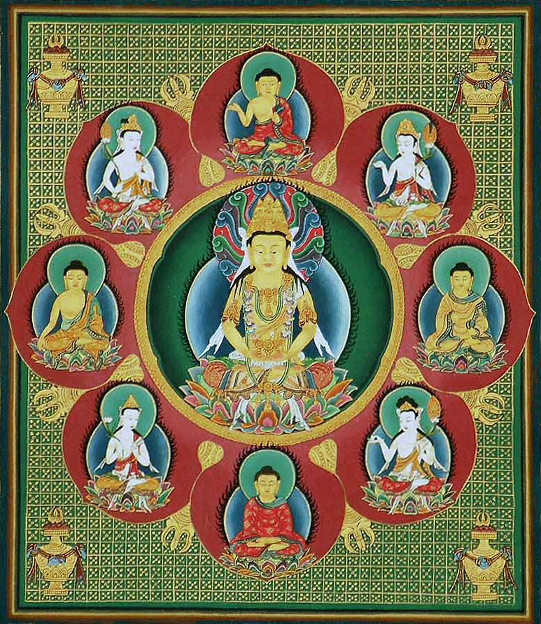
Мандала секти Сінґон-сю — «Всесвіт черева Гарбхадхату» —, на якій зображений Будда Вайрочана в оточенні восьми будд і бодхісаттв.

#### Сінґон-сю
Школа Сінґон-сю (真言宗, «секта істинного слова» або «секта мантри») була заснована ченцем Кукаєм (774—835), який разом із Сайтьо стажувався з 804 року у Китаї і вивчав тантру. Вчення секти базується на оригінальних розробках Кукая про будду Махавайрочану (大日如来). Особливе місце відводиться медитації. Центр секти було засновано далеко від столиці у горах Коя, на межі сучасних префектур Нара і Вакаяма. Популярність школи Сінґон була здобута завдяки подвижництву і просвітницькій діяльності її монахів, насамперед, серед простого люду.

## Пост-Хей'анський буддизм (12-14 століття)
З кінця 11 століття в Японії набули поширення есхатологічні вірування
про настання епохи «кінця Закону» (末法, маппо), тобто наближення кінця світу. Більшість буддистів розпочали шукати способи досягнення ефективного і швидкого спасіння. З Китаю було імпортовано вчення про «Чисту землю» — рай на Заході, де постійно перебуває будда Амітабха (японською — Аміда, 阿弥陀), «першопочатковим бажанням» (本願, хонґан) якого є спасіння кожного, хто звернеться до нього з молитвою. Це вчення отримало назву амідаїзму і лягло в основу нових буддистських шкіл, які виникли у на межі періодів Хей'ан і Камакура. Загальною рисою цих шкіл було визнання переваги спасіння не через «власні сили» — медитації, роки навчання, пости —, а «силу іншого», тобто будди Аміда. Повторювання молитви (ненбуцу) «Слався будда Аміда» (南無阿弥陀仏, наму аміда-буцу) було достатнім для того, щоб вирватися з кола перероджень сансари і після смерті остаточно народитися буддою у «Чистій Землі».

### Амідаїстські школи

#### Юдзу ненбуцу-сю
Школа Юдзу ненбуцу-сю (融通念仏宗, «секта спільної молитви») була заснована ченцем Рьоніном(1073—1132) у 1117 році. Набула популярності в період Камакура.

#### Дзьодо-сю
Школа Дзьодо-сю (浄土宗, «секта Чистої землі») була заснована ченцем Хоненом (1133—1212) у 1175 році. Головний акцент робила на постійній молитві (ненбуцу) до будди Аміда. Основний канон — «Сутра безмежного життя» (無量壽經).

#### Дзьодо-сінсю
Школа Дзьодо-сінсю (浄土真宗, «істина секта Чистої землі») була заснована Сінраном (1173—1262), учнем Хонена на початку 13 століття. Основний канон — «Сутра безмежного життя» (無量壽經). На відміну від своєї «матричної» школи Дзьодо-сінсю наголошувала не стільки на молитвах, а на вірі у будду Аміда.

#### Дзі-сю
Школа Дзі-сю (時宗, «секта часу») була заснована ченцем Іппеном (1239—1289). У ній відкидався постула про віру у будду Аміда як необхідну умову для спасіння, натомість наголошувалось винятково важливість молитов (ненбуцу). Іппен також започаткував різновид молитовних танців (踊り念仏、одорі-ненбуцу).

### Дзен-буддизм
Наприкінці 12 століття з Китаю в Японію прийшло вчення буддистської школи чань, яка в Японії отримала назву дзен (禅). Сформувалися дві основні секти — Ріндзай-сю та Сото-сю. Вони дали початок багатьом іншим дзенівським підшколам у Японії.

#### Ріндзай-сю
Школа Ріндзай-сю (臨済宗, «секта Ліньцзі») була сформована в [Японія|Японії] місцевим ченцем Ейсаєм(1149—1215), який провів багато років на стажуванні у чаньських монастирях Китаю. Його дзенівське вчення стало офіційною ідеологією першого самурайського уряду в Камакура, який якраз шукав нове релігійно-філософське підґрунтя для самурайського стану на противагу езотеричному буддизму столичної аристократії куґе. Основні п'ять монастирів школи Ріндзай-сю знаходилися під державним контролем і були об'єднані у систему ґодзан (五山, «п'яти гір»). Храми ґодзан перетворилися на інтелектуальні центри країни, з яких, насамперед, самурайство черпало новітні знання з материка. Вони також породили так звану дзенівську «літературу ґодзан» (五山文学, ґодзан бунґаку). До кінця період Сенгоку дзенівські ченці секти Ріндзай були монополістами у сфері «інтелектуальних послуг» у Японії.

#### Сото-сю
Школа Сото-сю (曹洞宗, «секта Цаодунь») була сформована в Японії місцевим монахом Доґеном (1200—1253), який традиційно вважається одним із найвизначніших і найоригінальніших японських мислителів. Він всіляко уникав контактів з центральною владою, натомість поширював своє вчення у провінціях. Саме там воно зустріло широку підтримку населення та місцевої знаті. Оскільки серед простолюду були популярні ритуали езотеричного буддизму, насамперед, секти Сінґон-сю, дзен-буддисти Сото-сю під керівництвом ченця Сокіна (1268—1325) реформували свою школу, включивши до своєї релігійної практики обряди опонентів. Завдяки цьому була створена потужна база у багатьох регіонах Японії.

### Нітірен-буддизм

#### Нітірен-сю
Школа Нітірен-сю (日蓮宗, «секта Нітірена») є оригінальною японською буддистською течією, яка була заснована у ченцем секти Тендай-сю — Нітіреном (1222—1282). Вона не має аналогів у буддизмі інших країн. Основним каноном є «Лососова сутра» (Саддхармапундаріка-Сутра, японською — Хоккекьо, 法華経), завдяки чому ця школа носить іншу назву «Хокке-сю» (法華宗,). Засновник Нітірен стверджував лише вивчення і вшанування цієї сутри забезпечує спасіння — вирвання з кола переродження сансара і досягнення стану будди. Аби отримати цю благодать, рекомендувалося безперестанку повторювати молитву-мантру: «Слався Сутра Лотоса величного Закону!» (南無妙法蓮華経, наму мьохо ренґекьо)
На відміну від езотеричних шкіл, що орієнтувалися на аристократію куґе, або дзен, що опирався на самурайство, школа Нітірен-сю, так само як і амідаїстські секти, апелювали до простолюдинів. Вони мали у останніх неабиякий успіх завдяки простоті свого вчення — для спасіння необхідна лише молитва, або лише віра і пошана до конкретного будди чи сутри.
Нітіренівські ченці, як і їх амідаїстські колеги, часто виступали у ролі організаторів повстань дрібних самураїв і простолюду проти володарів і великих землевласників.

## Пізнє середньовіччя (14-17 століття)

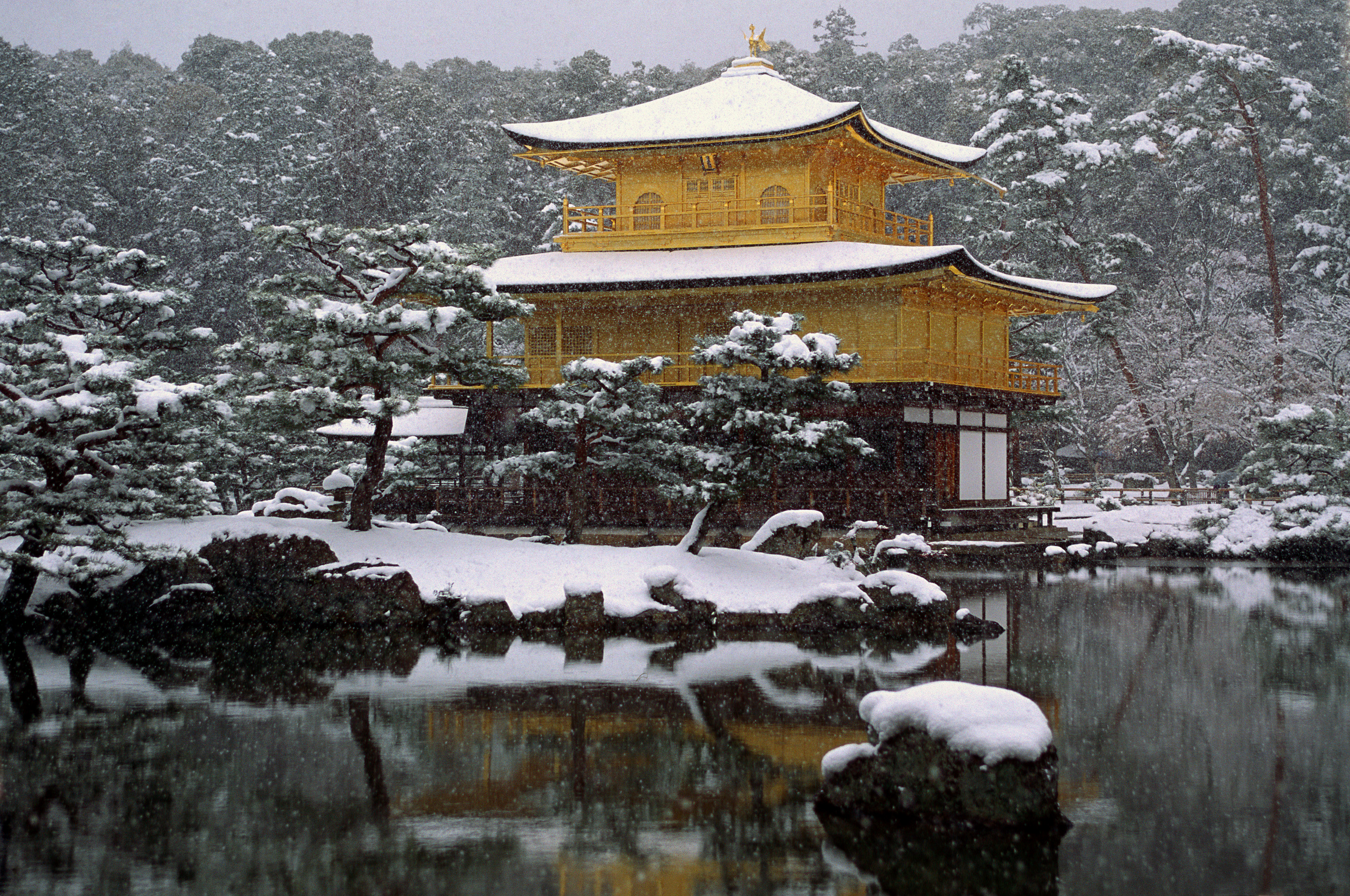
«Золотий храм» Кінкакудзі, збудований сьоґуном Асікаґою Йосіміцу.

Впродовж періоду Муроматі (1338—1573), попри тривалі війни всередині країни, буддистські общини Японії невпинно зростали чисельно і матеріально. Більшість шкіл перетворилися на духовних володарів, які змагалися зі світськими за ресурси, людей і центральну владу. Монастирі ставали фортецями, а вірні — арміями фанатиків, які успішно перемагали кваліфіковані самурайські армії своєю чисельністю.
Виклик буддизму вперше зробили португальські християни наприкінці 16 століття, які за короткий термін змогли навернути декілька сотень тисяч японців. Їм активно допомагав Ода Нобунаґа, який був зацікавлений у зростанні своєї влади, якій противились буддистські секти. Його політику продовжив Тойотомі Хідейосі, який хоча і заборонив християнство в Японії, остаточно знищив економічні і політичні важелі впливу буддистських общин на японське населення.

## Політикасьоґунату Токуґава(17-19 століття)
У період Едо (1603—1867) відношення сьоґунату Токуґава до буддизму було дуже прихильним. Монастирі і храми Японії були перетворені, фактично, на перші японські загс-и. Життєвий цикл японця записувався у сусідньому храмі, до якого у примусовому порядку була приписана його родина. У цілому, подібна реєстрація дозволяла викорінити християнство — уникнути її було неможливо, а сама процедура реєстрації обов'язково супроводжувалась «прийняттям буддизму» тієї чи іншої течії. Храми, також, здійснювали облік населення країни, виконуючи функцію статистичних відомствам держави.
Одночасно у буддійських сектах йшли активні процеси переосмислення філософських концепцій відповідно до нових умов. Такі визначні діячі як Такуан Сохо (1573—1645), Банкей Етаку (1622—1693), Хакуіті Екацу (1683—1768), Судзукі Сьосан (1579—1655), Онко Дзіун (1718—1804), вперше почали використовувати для проповідей і своїх праць японську мову. Засновник школи Обаку — Інген — поєднав традиції дзен-буддизму і амідамізму. Водночас, існувала тенденція до запозичення нових філософсько-етичних ідей з конфуціанства, яке було офіційною ідеологією самурайського уряду.

## Буддизм у часиЯпонської імперії(19-20 століття)
У результаті реставрації Мейдзі (1868) сьоґунат, який правив країною понад 250 років, був повалений. Синкретизму двох релігій — синто і буддизму, який підтримував самурайський уряд, було покладено край. Перша релігія проголошувалася державною, а друга зазнала гонінь, через підтримку буддистами поваленого режиму. Офіційним приводом до знищення багатьох культових споруд і монастирів стало бажання уряду позбутися впливу «іноземного і чужого японцям буддистського вчення». Раніше буддистські бонзи часто виконували функції синтоїстських священиків, а їхнім храмам на пряму підпорядковувалися синтоїстські святилища дзіндзя. Проте з другої половини 19 століття буддистський клір перетворився на простих місіонерів «закордонного вчення», повноваження яких були обмежені — їх привілеї державних службовців-реєстраторів були скасовані, а їм самим було доручено займатися лише справами своїх общин.
Одним з наслідків нової політики стала активізація буддистського реформаторського руху та закордонна діяльність його представників (див. Кодзуї Отані).
Окрім гонінь уряд новоствореної Японської імперії скоротив кількість сект, систематизував їх у течії та визначив їх статус. Ця систематизована система зберігається по сьогодні.
Ефект релігійної реформи кінця 19 століття діє дотепер. Синто і буддизм залишаються розділеними в Японії. Попри те, що більшість жителів країни вважає себе формальними буддистами (близько 80 %), японці втратили інтерес до буддистського вчення і вважають його, переважно, частиною японської релігійно-філософської традиції.

## Сучасний стан буддистських общин

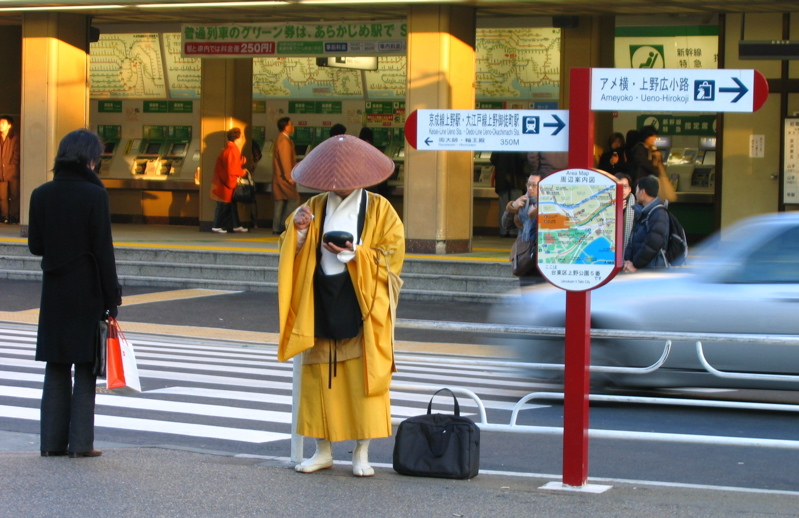
Монах у районі Уено (Токіо) просить милостиню…

Буддійські організації сучасної Японії поділяються на дві великі групи: традиційні і необуддистські школи. До першої групи відносять такі напрямки буддизму, які склалися впродовж тривалого історичного часу — 5-19 століть. Усі організації традиційних шкіл буддизму входять до Всеяпонської буддистської асоціації, що нараховує понад 60 різних шкіл. Найвпливовіші з них (за кількістю храмів) подані нижче:
- Сото-сю — найчисельніша секта дзен-буддизму (близько 14 700 храмів, понад 17 000 священослужителів);
- Дзьодо-сінсю — найчисельніша буддистська секта Японії.
  - Дзьодо-сінсю Хонґандзі-ха — амідаїстична секта (близько 10 400 храмів, понад 27 000 священослужителів);
  - Дзьодо-сінсю Отані-ха — амідаїстична секта (близько 8 700 храмів, понад 15 700 священослужителів);
- Дзьодо-сю — амідаїстична секта (близько 7 000 храмів, понад 9 500 священослужителів);
- Нітірен-сю — близько 4 600 храмів, понад 8.000 священослужителів;
- Сінґон-сю — найчисельніша секта езотеричного буддизму.
  - Сінґон Коясан-ха — близько 3 500 храмів, понад 6 300 священослужителів;
  - Сінґон Тісан-ха — близько 2 800 храмів, понад 4 000 священослужителів;
- Тендай-сю — старовинна езотерична секта з центром у монастирі Енрякудзі (близько 3 200 храмів, понад 4 500 священослужителів);

Завдяки примусовому прикріпленню населення у період Едо (1603—1867) до буддистських храмів, більша частина буддистських шкіл не стільки займалися розробкою нових і удосконаленням старих філософських концепцій, скільки складанням статистики населення та відправою різноманітних служб. Впродовж останніх 300 років буддизм у Японії здобув славу релігії, головним завданням якої є відправа покійників. Оскільки японці, переважно, втратили інтерес до буддизму, більшість храмів виживають лише за рахунок поборів на похоронах і поминках, які є чи не єдиним джерелом їхнього існування. Важкі часи для буддистських шкіл змушують їх активно займатися торгівлею — продажем сувенірів і календарів або розіграшем лотерей. Найвідоміші монастирі і храми країни заробляють на туризмі.

## Необуддизм
Останніми роками активізувалися антивоєнні виступи буддистського духівництва. Серед нього найбільший вплив на населення Японії мають представники необуддистів. Їх загальними рисами є акцентування на одному або декількох положеннях буддійського віровчення, претензії на ортодоксальність та авторитет у тлумаченні догм. Часто необуддистскі секти синкретизують ідеї буддизму з концепціями інших релігій Японії і світу, хоча видають своє вчення за «найправильніший» буддизм.
У цьому сенсі необуддистські групи не відрізняються від інших новітніх релігій або сект Японії, які виникли з початку 19 століття на Японському архіпелазі і активно проповідують свої ідеї по-сьогодні. Вони протиставляють себе існуючому «державному» синто і традиційному японському буддизму.
Характерною ознакою необуддистських груп є підхід до релігії і віри як засобу накопичення багатств на Землі. Ці групи активно займаються прозелітичною діяльністю за участі всіх адептів. Необудистська система базується на авторитаризмі (культ харизматичного засновника або лідера). На відміну від традиційного буддизму, старійшини необуддистських сект постійно роблять акцент на роботі з молоддю. Представники цих сект активно втручаються у соціально-політичне життя країни.
Найбільшу групу необуддистів складають відгалуження традиційного Нітірен-сю, доволі агресивної буддистської школи часів середньовіччя. До цих новітніх сект відносять:
- Сока Гаккай (має свою політичну партію «Нова Комейто», яка має представництво в Парламенті Японії і члени якої входять до діючого коаліційного уряду Абе Сіндзо)
- Ріссе косей кай
- Рей ю кай

Порівняно невелика частина необуддийских рухів походить від шкіл традиційного езотеричного буддизму, (Тендай-сю і Сінґон-сю). Найбільшою необуддистською сектою цієї течії є Сінньо-ен.
Представники необуддистських рухів активно працюють не лише в Японії, але і закордоном — зокрема, США і Європі. Вони мають свої штабквартири і в Україні.